# Nagy-Britannia az 1972. évi nyári olimpiai játékokon
Nagy-Britannia az NSZK-beli Münchenben megrendezett 1972. évi nyári olimpiai játékok egyik részt vevő nemzete volt. Az országot az olimpián 18 sportágban 284 sportoló képviselte, akik összesen 18 érmet szereztek.

## Érmesek
| Érem  | Versenyző                                                     | Sportág       | Versenyszám                |
| ----- | ------------------------------------------------------------- | ------------- | -------------------------- |
| Arany | Mary Peters                                                   | Atlétika      | Női ötpróba                |
| Arany | Richard Meade                                                 | Lovaglás      | Egyéni lovastusa           |
| Arany | Mary Gordon-Watson Richard Meade Bridget Parker Mark Phillips | Lovaglás      | Csapat lovastusa           |
| Arany | Christopher Davies Rodney Pattisson                           | Vitorlázás    | Repülő hollandi            |
| Ezüst | David Hemery David Jenkins Alan Pascoe Martin Reynolds        | Atlétika      | Férfi 4 × 400 m váltó      |
| Ezüst | David Starbrook                                               | Cselgáncs     | Férfi félnehézsúly         |
| Ezüst | Ann Moore                                                     | Lovaglás      | Egyéni díjugratás          |
| Ezüst | David Wilkie                                                  | Úszás         | Férfi 200 m mell           |
| Ezüst | David Hunt Alan Warren                                        | Vitorlázás    | Tempest                    |
| Bronz | Ian Stewart                                                   | Atlétika      | Férfi 5000 m               |
| Bronz | David Hemery                                                  | Atlétika      | Férfi 400 m gát            |
| Bronz | Brian Jacks                                                   | Cselgáncs     | Férfi középsúly            |
| Bronz | Angelo Parisi                                                 | Cselgáncs     | Férfi nyílt                |
| Bronz | Michael Bennett Ian Hallam Ronald Keeble William Moore        | Kerékpározás  | Férfi csapat üldözőverseny |
| Bronz | Ralph Evans                                                   | Ökölvívás     | Papírsúly                  |
| Bronz | George Turpin                                                 | Ökölvívás     | Harmatsúly                 |
| Bronz | Alan Minter                                                   | Ökölvívás     | Nagyváltósúly              |
| Bronz | John Kynoch                                                   | Sportlövészet | Futócéllövészet            |

## Atlétika
Férfi
| Versenyző                                                  | Versenyszám     | Előfutam      | Előfutam      | Előfutam      | Negyeddöntő | Negyeddöntő | Negyeddöntő | Elődöntő | Elődöntő | Elődöntő | Döntő    | Döntő    |
| Versenyző                                                  | Versenyszám     | Idő           | Hely.         | Össz.         | Idő         | Hely.       | Össz.       | Idő      | Hely.    | Össz.    | Idő      | Helyezés |
| ---------------------------------------------------------- | --------------- | ------------- | ------------- | ------------- | ----------- | ----------- | ----------- | -------- | -------- | -------- | -------- | -------- |
| Don Halliday                                               | 100 m           | 10,58         | 2.            | 28.*          | 10,60       | 6.          | 30.*        | kiesett  | kiesett  | kiesett  | kiesett  | kiesett  |
| Les Piggot                                                 | 100 m           | 10,54         | 3.            | 24.           | 10,53       | 6.          | 26.         | kiesett  | kiesett  | kiesett  | kiesett  | kiesett  |
| Brian Green                                                | 100 m           | 10,41         | 2.            | 9.            | 10,58       | 2.          | 29.         | 10,52    | 8.       | 13.      | kiesett  | kiesett  |
| Brian Green                                                | 200 m           | 21,26         | 3.            | 30.*          | 21,41       | 7.          | 33.         | kiesett  | kiesett  | kiesett  | kiesett  | kiesett  |
| Gary Armstrong                                             | 400 m           | 46,48         | 5.            | 24.           | 47,10       | 7.          | 33.         | kiesett  | kiesett  | kiesett  | kiesett  | kiesett  |
| David Jenkins                                              | 400 m           | 46,15         | 1.            | 13.           | 45,99       | 1.          | 8.          | 45,91    | 5.       | 8.       | kiesett  | kiesett  |
| Martin Reynolds                                            | 400 m           | 46,46         | 2.            | 23.           | 46,11       | 4.          | 12.*        | 46,71    | 7.       | 15.      | kiesett  | kiesett  |
| Colin Campbell                                             | 800 m           | 1:54,8        | 6.            | 54.           |             |             |             | kiesett  | kiesett  | kiesett  | kiesett  | kiesett  |
| Andy Carter                                                | 800 m           | 1:47,64       | 3.            | 11.*          |             |             |             | 1:46,45  | 3.       | 3.       | 1:46,55  | 6.       |
| Dave Cropper                                               | 800 m           | 1:47,44       | 2.            | 6.*           |             |             |             | 1:48,4   | 3.       | 9.       | kiesett  | kiesett  |
| Brendan Foster                                             | 1500 m          | 3:40,79       | 4.            | 9.            |             |             |             | 3:38,20  | 3.       | 3.       | 3:39,02  | 5.       |
| John Kirkbride                                             | 1500 m          | 3:45,3        | 5.            | 45.           |             |             |             | kiesett  | kiesett  | kiesett  | kiesett  | kiesett  |
| Ray Smedley                                                | 1500 m          | 3:42,1        | 3.            | 18.*          |             |             |             | 3:45,8   | 9.       | 28.      | kiesett  | kiesett  |
| Ian McCafferty                                             | 5000 m          | 13:38,2       | 1.            | 8.            |             |             |             |          |          |          | 13:43,20 | 11.      |
| Ian Stewart                                                | 5000 m          | 13:33,0       | 2.            | 4.            |             |             |             |          |          |          | 13:27,61 |          |
| Dave Bedford                                               | 5000 m          | 13:49,8       | 2.            | 28.           |             |             |             |          |          |          | 13:43,22 | 12.      |
| Dave Bedford                                               | 10 000 m        | 27:53,64      | 2.            | 2.            |             |             |             |          |          |          | 28:05,44 | 6.       |
| Dave Holt                                                  | 10 000 m        | 28:46,8       | 11.           | 28.           |             |             |             |          |          |          | kiesett  | kiesett  |
| Lachie Stewart                                             | 10 000 m        | 28:31,33      | 6.            | 18.           |             |             |             |          |          |          | kiesett  | kiesett  |
| Alan Pascoe                                                | 110 m gát       | 14,08         | 3.            | 15.           |             |             |             | 14,24    | 7.       | 13.      | kiesett  | kiesett  |
| Berwyn Price                                               | 110 m gát       | 13,94         | 2.            | 6.            |             |             |             | 14,37    | 7.       | 14.      | kiesett  | kiesett  |
| Dave Wilson                                                | 110 m gát       | 14,31         | 6.            | 23.           |             |             |             | kiesett  | kiesett  | kiesett  | kiesett  | kiesett  |
| David Hemery                                               | 400 m gát       | 49,72         | 1.            | 1.            |             |             |             | 49,66    | 3.       | 6.       | 48,52    |          |
| John Sherwood                                              | 400 m gát       | nem ért célba | nem ért célba | nem ért célba |             |             |             | kiesett  | kiesett  | kiesett  | kiesett  | kiesett  |
| John Bicourt                                               | 3000 m akadály  | 8:38,8        | 8.            | 23.           |             |             |             |          |          |          | kiesett  | kiesett  |
| Andy Holden                                                | 3000 m akadály  | 8:33,8        | 5.            | 15.           |             |             |             |          |          |          | kiesett  | kiesett  |
| Steve Hollings                                             | 3000 m akadály  | 8:35,0        | 4.            | 17.**         |             |             |             |          |          |          | kiesett  | kiesett  |
| Ron Hill                                                   | Maraton         |               |               |               |             |             |             |          |          |          | 2:16:30  | 6.       |
| Don Macgregor                                              | Maraton         |               |               |               |             |             |             |          |          |          | 2:16:34  | 7.       |
| Colin Kirkham                                              | Maraton         |               |               |               |             |             |             |          |          |          | 2:21:54  | 20.      |
| Phil Embleton                                              | 20 km gyaloglás |               |               |               |             |             |             |          |          |          | 1:33:22  | 14.      |
| Peter Marlow                                               | 20 km gyaloglás |               |               |               |             |             |             |          |          |          | 1:35:38  | 17.      |
| Paul Nihill                                                | 20 km gyaloglás |               |               |               |             |             |             |          |          |          | 1:28:44  | 6.       |
| Paul Nihill                                                | 50 km gyaloglás |               |               |               |             |             |             |          |          |          | 4:14:09  | 9.       |
| Howard Timms                                               | 50 km gyaloglás |               |               |               |             |             |             |          |          |          | 4:34:43  | 25.      |
| John Warhurst                                              | 50 km gyaloglás |               |               |               |             |             |             |          |          |          | 4:23:21  | 18.      |
| Les Piggot Don Halliday Dave Dear Brian Green Berwyn Price | 4 × 100 m váltó | 39,63         | 3.            | 11.           |             |             |             | 39,47    | 6.       | 11.      | kiesett  | kiesett  |
| Martin Reynolds Alan Pascoe David Hemery David Jenkins     | 4 × 400 m váltó | 3:01,26       | 1.            | 1.            |             |             |             |          |          |          | 3:00,46  |          |

| Versenyző      | Versenyszám   | Selejtező | Selejtező | Döntő    | Döntő    |
| Versenyző      | Versenyszám   | Eredmény  | Helyezés  | Eredmény | Helyezés |
| -------------- | ------------- | --------- | --------- | -------- | -------- |
| Mike Bull      | Rúdugrás      | 480 cm    | 16.*      | kiesett  | kiesett  |
| Lynn Davies    | Távolugrás    | 764 cm    | 18.       | kiesett  | kiesett  |
| Alan Lerwill   | Távolugrás    | 786 cm    | 11.       | 791 cm   | 7.       |
| Geoff Capes    | Súlylökés     | 18,94 m   | 20.       | kiesett  | kiesett  |
| Bill Tancred   | Diszkoszvetés | 57,24 m   | 19.       | kiesett  | kiesett  |
| John Watts     | Diszkoszvetés | 53,86 m   | 24.       | kiesett  | kiesett  |
| Howard Payne   | Kalapácsvetés | 64,56 m   | 24.       | kiesett  | kiesett  |
| Barry Williams | Kalapácsvetés | 66,32 m   | 20.       | 68,18 m  | 16.      |
| Dave Travis    | Gerelyhajítás | 74,68 m   | 17.       | kiesett  | kiesett  |

| Versenyző     | Versenyszám | 100 m | 100 m | Távolugrás | Távolugrás | Súlylökés | Súlylökés | Magasugrás | Magasugrás | 400 m | 400 m | 110 m gát | 110 m gát | Diszkoszvetés | Diszkoszvetés | Rúdugrás | Rúdugrás | Gerelyhajítás            | Gerelyhajítás            | 1500 m        | 1500 m        | Végeredmény   | Végeredmény   |
| Versenyző     | Versenyszám | Idő   | Pont  | Eredmény   | Pont       | Eredmény  | Pont      | Eredmény   | Pont       | Idő   | Pont  | Idő       | Pont      | Eredmény      | Pont          | Eredmény | Pont     | Eredmény                 | Pont                     | Idő           | Pont          | Pont          | Helyezés      |
| ------------- | ----------- | ----- | ----- | ---------- | ---------- | --------- | --------- | ---------- | ---------- | ----- | ----- | --------- | --------- | ------------- | ------------- | -------- | -------- | ------------------------ | ------------------------ | ------------- | ------------- | ------------- | ------------- |
| Peter Gabbett | Tízpróba    | 10,65 | 893   | 719 cm     | 859        | 13,59 m   | 702       | 186 cm     | 734        | 46,10 | 994   | 15,47     | 800       | 45,58 m       | 792           | 360 cm   | 700      | érvényes kísérlet nélkül | érvényes kísérlet nélkül | nem ért célba | nem ért célba | nem ért célba | nem ért célba |
| Barry King    | Tízpróba    | 11,32 | 728   | 719 cm     | 859        | 15,29 m   | 806       | 189 cm     | 760        | 50,05 | 801   | 16,61     | 694       | 46,06 m       | 801           | 390 cm   | 780      | 57,74 m                  | 733                      | 4:38,6        | 533           | 7468          | 15.           |

Női
| Versenyző                                                           | Versenyszám     | Előfutam         | Előfutam         | Előfutam         | Negyeddöntő | Negyeddöntő | Negyeddöntő | Elődöntő | Elődöntő | Elődöntő | Döntő   | Döntő    |
| Versenyző                                                           | Versenyszám     | Idő              | Hely.            | Össz.            | Idő         | Hely.       | Össz.       | Idő      | Hely.    | Össz.    | Idő     | Helyezés |
| ------------------------------------------------------------------- | --------------- | ---------------- | ---------------- | ---------------- | ----------- | ----------- | ----------- | -------- | -------- | -------- | ------- | -------- |
| Sonia Lannaman                                                      | 100 m           | 11,45            | 4.               | 10.*             | 11,72       | 5.          | 26.         | kiesett  | kiesett  | kiesett  | kiesett | kiesett  |
| Andrea Lynch                                                        | 100 m           | 11,52            | 4.               | 16.              | 11,57       | 4.          | 20.         | 11,64    | 7.       | 15.      | kiesett | kiesett  |
| Anita Neil                                                          | 100 m           | 11,55            | 3.               | 19.*             | 11,58       | 6.          | 21.         | kiesett  | kiesett  | kiesett  | kiesett | kiesett  |
| Margaret Critchley                                                  | 200 m           | 24,04            | 4.               | 20.              | 24,05       | 6.          | 24.         | kiesett  | kiesett  | kiesett  | kiesett | kiesett  |
| Della James-Pascoe                                                  | 200 m           | 23,97            | 3.               | 18.              | 23,72       | 5.          | 19.         | kiesett  | kiesett  | kiesett  | kiesett | kiesett  |
| Donna Murray-Hartley                                                | 200 m           | 23,76            | 4.               | 14.              | 23,69       | 4.          | 18.         | 24,03    | 8.       | 15.      | kiesett | kiesett  |
| Verona Bernard-Elder                                                | 400 m           | 53,31            | 4.               | 19.              | 53,29       | 5.          | 22.         | kiesett  | kiesett  | kiesett  | kiesett | kiesett  |
| Janette Roscoe                                                      | 400 m           | 53,67            | 2.               | 26.              | 53,01       | 6.          | 19.*        | kiesett  | kiesett  | kiesett  | kiesett | kiesett  |
| Janet Simpson                                                       | 400 m           | 54,13            | 5.               | 28.              | kiesett     | kiesett     | kiesett     | kiesett  | kiesett  | kiesett  | kiesett | kiesett  |
| Margaret Coomber                                                    | 800 m           | 2:02,99          | 6.               | 15.              |             |             |             | kiesett  | kiesett  | kiesett  | kiesett | kiesett  |
| Pat Lowe-Cropper                                                    | 800 m           | 2:03,55          | 4.               | 19.              |             |             |             | kiesett  | kiesett  | kiesett  | kiesett | kiesett  |
| Rosemary Stirling                                                   | 800 m           | 2:03,64          | 3.               | 20.              |             |             |             | 2:02,36  | 4.       | 9.       | 2:00,15 | 7.       |
| Joan Page-Allison                                                   | 1500 m          | 4:14,89          | 7.               | 20.              |             |             |             | kiesett  | kiesett  | kiesett  | kiesett | kiesett  |
| Sheila Taylor-Carey                                                 | 1500 m          | 4:13,01          | 3.               | 16.              |             |             |             | 4:07,41  | 4.       | 4.       | 4:04,81 | 5.       |
| Joyce Smith                                                         | 1500 m          | 4:11,27          | 4.               | 10.              |             |             |             | 4:09,37  | 6.       | 12.      | kiesett | kiesett  |
| Judy Vernon                                                         | 100 m gát       | 13,37            | 5.               | 12.              |             |             |             | kiesett  | kiesett  | kiesett  | kiesett | kiesett  |
| Ann Wilson                                                          | 100 m gát       | 13,53            | 5.               | 16.              |             |             |             | kiesett  | kiesett  | kiesett  | kiesett | kiesett  |
| Mary Peters                                                         | 100 m gát       | nem állt rajthoz | nem állt rajthoz | nem állt rajthoz |             |             |             | kiesett  | kiesett  | kiesett  | kiesett | kiesett  |
| Andrea Lynch Della James-Pascoe Judy Vernon Anita Neil              | 4 × 100 m váltó | 43,76            | 4.               | 5.               |             |             |             |          |          |          | 43,71   | 7.       |
| Verona Bernard-Elder Janet Simpson Janette Roscoe Rosemary Stirling | 4 × 400 m váltó | 3:30,05          | 4.               | 6.               |             |             |             |          |          |          | 3:28,74 | 5.       |

| Versenyző              | Versenyszám   | Selejtező | Selejtező | Döntő    | Döntő    |
| Versenyző              | Versenyszám   | Eredmény  | Helyezés  | Eredmény | Helyezés |
| ---------------------- | ------------- | --------- | --------- | -------- | -------- |
| Penelope Dimmock       | Magasugrás    | 170 cm    | 30.*      | kiesett  | kiesett  |
| Ros Few                | Magasugrás    | 173 cm    | 27.       | kiesett  | kiesett  |
| Barbara Inkpen         | Magasugrás    | 176 cm    | 22.       | 185 cm   | 4.       |
| Maureen Barton-Chitty  | Távolugrás    | 626 cm    | 16.       | kiesett  | kiesett  |
| Ruth Martin-Jones      | Távolugrás    | 593 cm    | 28.       | kiesett  | kiesett  |
| Sheila Parkin-Sherwood | Távolugrás    | 633 cm    | 9.        | 641 cm   | 9.       |
| Rosemary Payne         | Diszkoszvetés | 55,56 m   | 10.       | 56,50 m  | 12.      |

| Versenyző   | Versenyszám | 100 m gát | 100 m gát | Súlylökés | Súlylökés | Magasugrás | Magasugrás | Távolugrás | Távolugrás | 200 m | 200 m | Végeredmény | Végeredmény |
| Versenyző   | Versenyszám | Idő       | Pont      | Eredmény  | Pont      | Eredmény   | Pont       | Eredmény   | Pont       | Idő   | Pont  | Pont        | Helyezés    |
| ----------- | ----------- | --------- | --------- | --------- | --------- | ---------- | ---------- | ---------- | ---------- | ----- | ----- | ----------- | ----------- |
| Mary Peters | Ötpróba     | 13,29     | 960       | 16,20 m   | 960       | 182 cm     | 1049       | 598 cm     | 902        | 24,08 | 930   | 4801        |             |
| Ann Wilson  | Ötpróba     | 13,61     | 916       | 10,86 m   | 647       | 165 cm     | 885        | 631 cm     | 973        | 24,87 | 858   | 4279        | 13.         |

* - egy másik versenyzővel azonos időt ért el

** - két másik versenyzővel azonos időt ért el

## Birkózás
Szabadfogású
| Versenyző           | Versenyszám | 1. forduló                      | 2. forduló                       | 3. forduló                            | 4. forduló        | 5. forduló        | 6. forduló        | 7. forduló        | Döntő             | Helyezés    |
| Versenyző           | Versenyszám | Ellenfél Eredmény               | Ellenfél Eredmény                | Ellenfél Eredmény                     | Ellenfél Eredmény | Ellenfél Eredmény | Ellenfél Eredmény | Ellenfél Eredmény | Ellenfél Eredmény | Helyezés    |
| ------------------- | ----------- | ------------------------------- | -------------------------------- | ------------------------------------- | ----------------- | ----------------- | ----------------- | ----------------- | ----------------- | ----------- |
| Amrik Singh Gill    | 57 kg       | Juan Velarde (PER) · 0.5-3.5    | Horst Mayer (GDR) · 3.5-0.5      | Ramezan Kheder (IRI) · kétvállas      | kiesett           | kiesett           | kiesett           | kiesett           | kiesett           | helyezetlen |
| Kenneth Dawes       | 62 kg       | Pat Bolger (CAN) · 3.5-0.5      | Petre Coman (ROU) · kétvállas    | kiesett                               | kiesett           | kiesett           | kiesett           |                   | kiesett           | helyezetlen |
| Joseph Gilligan     | 68 kg       | Vada Kikuo (JPN) · kétvállas    | André Chardonnens (SUI) · 1-3    | Włodzimierz Cieślak (POL) · kétvállas | kiesett           | kiesett           |                   |                   | kiesett           | helyezetlen |
| Anthony Shacklady   | 74 kg       | Miroslav Musil (TCH) · 3-1      | Mehmet Ali Demirtaş (TUR) · 3-1  | kiesett                               | kiesett           | kiesett           | kiesett           |                   | kiesett           | helyezetlen |
| Richard Barraclough | 82 kg       | John Peterson (USA) · kétvállas | Constant Bens (BEL) · 0.5-3.5    | Peter Neumair (FRG) · kétvállas       | kiesett           | kiesett           | kiesett           |                   | kiesett           | helyezetlen |
| Ronald Grinstead    | 90 kg       | Rusi Petrov (BUL) · kétvállas   | Umberto Marcheggiani (ITA) · 2-2 | kiesett                               | kiesett           | kiesett           | kiesett           |                   | kiesett           | helyezetlen |

## Cselgáncs
| Versenyző       | Versenyszám  | Csoport | Selejtező         | 1. forduló                 | 2. forduló                     | 3. forduló                  | 4. forduló                     | Vigaszág 1. forduló                | Vigaszág 2. forduló | Vigaszág 3. forduló    | Elődöntő                    | Döntő                      | Helyezés |
| Versenyző       | Versenyszám  | Csoport | Ellenfél Eredmény | Ellenfél Eredmény          | Ellenfél Eredmény              | Ellenfél Eredmény           | Ellenfél Eredmény              | Ellenfél Eredmény                  | Ellenfél Eredmény   | Ellenfél Eredmény      | Ellenfél Eredmény           | Ellenfél Eredmény          | Helyezés |
| --------------- | ------------ | ------- | ----------------- | -------------------------- | ------------------------------ | --------------------------- | ------------------------------ | ---------------------------------- | ------------------- | ---------------------- | --------------------------- | -------------------------- | -------- |
| Edward Mullen   | Könnyűsúly   | B       |                   | Alan Sakai (CAN) · GY      | Jean-Jacques Mounier (FRA) · V |                             |                                | Kim Jongik (Kim Yong-ik) (PRK) · V | kiesett             | kiesett                | kiesett                     | kiesett                    | 9.       |
| Robert Sullivan | Váltósúly    | B       |                   | Hetényi Antal (HUN) · V    | kiesett                        | kiesett                     | kiesett                        |                                    |                     |                        |                             |                            | 18.      |
| Brian Jacks     | Középsúly    | A       | erőnyerő          | Simo Akrenius (FIN) · GY   | Gerd Egger (FRG) · GY          | Jean-Paul Coche (FRA) · GY  | Guram Gogolauri (URS) · GY     |                                    |                     |                        | Szekine Sinobu (JPN) · V    | kiesett                    |          |
| David Starbrook | Félnehézsúly | A       |                   | Frédéric Kyburz (SUI) · GY | Pierre Albertini (FRA) · GY    | Sota Csocsisvili (URS) · GY | James Wooley (USA) · GY        |                                    |                     |                        | Chiaki Ishii (BRA) · GY     | Sota Csocsisvili (URS) · V |          |
| Keith Remfry    | Nehézsúly    | A       |                   | Doug Rogers (CAN) · V      | kiesett                        | kiesett                     | kiesett                        |                                    |                     |                        |                             |                            | 16.      |
| Angelo Parisi   | Nyílt        | A       |                   | Klaus Hennig (GDR) · GY    | Petr Jákl (TCH) · GY           | Johnny Watts (USA) · GY     | Jean-Claude Brondani (FRA) · V |                                    |                     | Doug Rogers (CAN) · GY | Vitalij Kuznyecov (URS) · V | kiesett                    |          |

## Evezés
| Versenyző                                                                               | Versenyszám              | Előfutam | Előfutam | Vigaszág | Vigaszág | Elődöntő | Elődöntő | Döntő | Döntő   | Döntő | Helyezés |
| Versenyző                                                                               | Versenyszám              | Idő      | Hely.    | Idő      | Hely.    | Idő      | Hely.    | Típus | Idő     | Hely. | Helyezés |
| --------------------------------------------------------------------------------------- | ------------------------ | -------- | -------- | -------- | -------- | -------- | -------- | ----- | ------- | ----- | -------- |
| Kenneth Dwan                                                                            | Egypárevezős             | 7:57,49  | 3.       | 8:10,32  | 2.       | 8:38,62  | 6.       | B     | 8:00,38 | 3.    | 9.       |
| Timothy Crooks Patrick Delafield                                                        | Kétpárevezős             | 6:57,70  | 1.       | erőnyerő | erőnyerő | 7:31,62  | 2.       | A     | 7:16,29 | 5.    | 5.       |
| Jeremiah McCarthy Michael Cooper                                                        | Kormányos nélküli kettes | 7:30,62  | 3.       | 7:40,78  | 2.       | 7:56,59  | 5.       | B     | 7:51,01 | 6.    | 12.      |
| David Maxwell Michael Hart Alan Inns (kormányos)                                        | Kormányos kettes         | 7:49,56  | 2.       | 8:01,14  | 1.       | 8:21,61  | 4.       | B     | 7:59,57 | 2.    | 8.       |
| Fred Smallbone Leonard Robertson James Clark William Mason                              | Kormányos nélküli négyes | 6:45,30  | 2.       | 7:06,79  | 1.       | 7:22,21  | 4.       | B     | 6:52,89 | 1.    | 7.       |
| Christopher Pierce Alan Almand Hugh Matheson Rooney Massara Patrick Sweeney (kormányos) | Kormányos négyes         | 6:57,33  | 3.       | erőnyerő | erőnyerő | 7:35,11  | 6.       | B     | 7:12,14 | 4.    | 10.      |

## Gyeplabda
| Brit férfi gyeplabdacsapat-játékoskeret                                                                                          | Brit férfi gyeplabdacsapat-játékoskeret                                                                                             |
| --- | --- |
| - Joe Ahmad - Michael Corby - Michael Crowe - Bernie Cotton - Tony Ekins - Graham Evans - John French - Terry Gregg - Dennis Hay | - Christopher Langhorne - Peter Marsh - Peter Mills - Richard Oliver - Rui Saldanha - Austin Savage - Keith Sinclair - Paul Svehlik |

### Eredmények
Csoportkör
B csoport
| Csapat               | M | Gy | D | V | G+ | G– | Gk  | P  |
| -------------------- | - | -- | - | - | -- | -- | --- | -- |
| India (IND)          | 7 | 5  | 2 | 0 | 25 | 8  | +17 | 12 |
| Hollandia (NED)      | 7 | 5  | 1 | 1 | 20 | 9  | +11 | 11 |
| Nagy-Britannia (GBR) | 7 | 4  | 1 | 2 | 15 | 10 | +5  | 9  |
| Ausztrália (AUS)     | 7 | 3  | 2 | 2 | 18 | 8  | +10 | 8  |
| Új-Zéland (NZL)      | 7 | 2  | 3 | 2 | 16 | 11 | +5  | 7  |
| Lengyelország (POL)  | 7 | 2  | 2 | 3 | 12 | 12 | 0   | 6  |
| Kenya (KEN)          | 7 | 1  | 1 | 5 | 8  | 17 | –9  | 3  |
| Mexikó (MEX)         | 7 | 0  | 0 | 7 | 1  | 40 | –39 | 0  |

| 1972. augusztus 27. | Nagy-Britannia (GBR)             | 6 – 0   | Mexikó (MEX) |  |
| 1972. augusztus 27. | Marsh 2 Saldanha 2 Svehlik Corby | (1 – 0) |              |  |

| 1972. augusztus 28. | India (IND)                         | 5 – 0   | Nagy-Britannia (GBR) |  |
| 1972. augusztus 28. | Mukhbain Singh 3 Kindo Harmik Singh | (4 – 0) |                      |  |

| 1972. augusztus 30. | Új-Zéland (NZL)   | 2 – 1   | Nagy-Britannia (GBR) |  |
| 1972. augusztus 30. | Dayman B. Maister | (2 – 0) | French               |  |

| 1972. augusztus 31. | Kenya (KEN) | 0 – 2   | Nagy-Britannia (GBR) |  |
| 1972. augusztus 31. |             | (0 – 1) | Corby Crowe          |  |

| 1972. szeptember 2. | Ausztrália (AUS) | 1 – 1   | Nagy-Britannia (GBR) |  |
| 1972. szeptember 2. | Riley            | (1 – 1) | Svehlik              |  |

| 1972. szeptember 3. | Hollandia (NED) | 1 – 3   | Nagy-Britannia (GBR) |  |
| 1972. szeptember 3. | Kruize          | (1 – 1) | Ahmad Corby Svehlik  |  |

| 1972. szeptember 4. | Nagy-Britannia (GBR) | 2 – 1   | Lengyelország (POL) |  |
| 1972. szeptember 4. | Langhorne Gregg      | (1 – 1) | Grotowski           |  |

Az 5–8. helyért
| 1972. szeptember 7. | Nagy-Britannia (GBR) | 2 – 0   | Spanyolország (ESP) |  |
| 1972. szeptember 7. | Svehlik 2            | (1 – 0) |                     |  |

Az 5. helyért
| 1972. szeptember 9. | Ausztrália (AUS) | 2 – 1 (h. u.)  | Nagy-Britannia (GBR) |  |
| 1972. szeptember 9. | Glencross Riley  | (0 – 0, 1 – 1) | Gregg                |  |

| Csapat               | Helyezés |
| -------------------- | -------- |
| Nagy-Britannia (GBR) | 6.       |

## Íjászat
| Versenyző       | Versenyszám  | 1. forduló | 1. forduló | 2. forduló | 2. forduló | Összesítés | Összesítés |
| Versenyző       | Versenyszám  | Pont       | Hely.      | Pont       | Hely.      | Pont       | Helyezés   |
| --------------- | ------------ | ---------- | ---------- | ---------- | ---------- | ---------- | ---------- |
| Ron Bishop      | Férfi egyéni | 1138       | 38.        | 1106       | 50.        | 2244       | 45.        |
| Roy Matthews    | Férfi egyéni | 1174       | 25.        | 1211       | 13.        | 2385       | 17.        |
| John Snelling   | Férfi egyéni | 1195       | 10.        | 1161       | 35.        | 2356       | 26.        |
| Pauline Edwards | Női egyéni   | 1106       | 29.        | 1143       | 18.        | 2249       | 25.        |
| Lynne Evans     | Női egyéni   | 1156       | 18.        | 1157       | 15.        | 2313       | 16.        |
| Carol Sykes     | Női egyéni   | 1115       | 26.        | 1158       | 14.        | 2273       | 21.        |

## Kajak-kenu

### Síkvízi
Férfi
| Versenyző                                         | Versenyszám         | Előfutam | Előfutam | Előfutam | Vigaszág | Vigaszág | Vigaszág | Elődöntő | Elődöntő | Elődöntő | Döntő   | Döntő    |
| Versenyző                                         | Versenyszám         | Idő      | Hely.    | Össz.    | Idő      | Hely.    | Össz.    | Idő      | Hely.    | Össz.    | Idő     | Helyezés |
| ------------------------------------------------- | ------------------- | -------- | -------- | -------- | -------- | -------- | -------- | -------- | -------- | -------- | ------- | -------- |
| John Oliver                                       | Kajak egyes 1000 m  | 4:18,53  | 7.       | 22.      | 4:04,69  | 3.       | 9.       | 4:01,38  | 6.       | 16.      | kiesett | kiesett  |
| Doug Parnham Robin Avery                          | Kajak kettes 1000 m | 3:51,93  | 9.       | 13.      | 3:40,65  | 3.       | 4.       | 3:39,36  | 5.       | 14.      | kiesett | kiesett  |
| Robin Avery Doug Parnham Peter Lawler John Oliver | Kajak négyes 1000 m | 3:26,85  | 5.       | 12.      | 3:26,20  | 5.       | 10.      | kiesett  | kiesett  | kiesett  | kiesett | kiesett  |

Női
| Versenyző                      | Versenyszám        | Előfutam | Előfutam | Előfutam | Vigaszág | Vigaszág | Vigaszág | Elődöntő | Elődöntő | Elődöntő | Döntő   | Döntő    |
| Versenyző                      | Versenyszám        | Idő      | Hely.    | Össz.    | Idő      | Hely.    | Össz.    | Idő      | Hely.    | Össz.    | Idő     | Helyezés |
| ------------------------------ | ------------------ | -------- | -------- | -------- | -------- | -------- | -------- | -------- | -------- | -------- | ------- | -------- |
| Jane Rouse                     | Kajak egyes 500 m  | 2:19,75  | 7.       | 12.      | 2:13,35  | 4.       | 7.       | kiesett  | kiesett  | kiesett  | kiesett | kiesett  |
| Helen Woodhouse Pamela Renshaw | Kajak kettes 500 m | 2:10,22  | 5.       | 10.      | 2:04,44  | 6.       | 6.       | kiesett  | kiesett  | kiesett  | kiesett | kiesett  |

### Szlalom
Férfi
| Versenyző                    | Versenyszám | Döntő         | Döntő         | Döntő         | Döntő         | Döntő         | Helyezés    |
| Versenyző                    | Versenyszám | 1. futam      | 1. futam      | 2. futam      | 2. futam      | Jobb eredmény | Helyezés    |
| Versenyző                    | Versenyszám | Pont          | Hely.         | Pont          | Hely.         | Pont          | Helyezés    |
| ---------------------------- | ----------- | ------------- | ------------- | ------------- | ------------- | ------------- | ----------- |
| Raymond Calverley            | Kajak egyes | 460,65        | 31.           | 410,80        | 29.           | 410,80        | 32.         |
| John MacLeod                 | Kajak egyes | 447,85        | 30.           | 398,99        | 27.           | 398,99        | 30.         |
| David Mitchell               | Kajak egyes | 343,02        | 13.           | 360,62        | 20.           | 343,02        | 22.         |
| John Albert                  | Kenu egyes  | 438,40        | 9.            | 549,15        | 18.           | 438,40        | 13.         |
| Geoffrey Dinsdale            | Kenu egyes  | 686,09        | 20.           | 576,72        | 20.           | 576,72        | 21.         |
| Rowan Osborne                | Kenu egyes  | 561,12        | 17.           | 603,08        | 21.           | 561,12        | 20.         |
| David Allen Lindsay Williams | Kenu kettes | nem ért célba | nem ért célba | 447,08        | 11.           | 447,08        | 15.         |
| John Court Jon Goodwin       | Kenu kettes | nem ért célba | nem ért célba | nem ért célba | nem ért célba | kiesett       | helyezetlen |

Női
| Versenyző       | Versenyszám | Döntő         | Döntő         | Döntő    | Döntő    | Döntő         | Helyezés |
| Versenyző       | Versenyszám | 1. futam      | 1. futam      | 2. futam | 2. futam | Jobb eredmény | Helyezés |
| Versenyző       | Versenyszám | Pont          | Hely.         | Pont     | Hely.    | Pont          | Helyezés |
| --------------- | ----------- | ------------- | ------------- | -------- | -------- | ------------- | -------- |
| Victoria Brown  | Kajak egyes | 525,07        | 11.           | 443,71   | 5.       | 443,71        | 6.       |
| Heather Goodman | Kajak egyes | 527,50        | 12.           | 549,92   | 13.      | 527,50        | 13.      |
| Pauline Goodwin | Kajak egyes | nem ért célba | nem ért célba | 673,60   | 19.      | 673,60        | 21.      |

## Kerékpározás

### Országúti kerékpározás
| Versenyző                                              | Versenyszám     | Idő             | Helyezés      |
| ------------------------------------------------------ | --------------- | --------------- | ------------- |
| Philip Bayton                                          | Mezőnyverseny   | 4:15:07 (+0:30) | 5.            |
| John Clewarth                                          | Mezőnyverseny   | nem ért célba   | nem ért célba |
| Philip Edwards                                         | Mezőnyverseny   | 4:15:07 (+0:30) | 6.            |
| David Lloyd                                            | Mezőnyverseny   | nem ért célba   | nem ért célba |
| Philip Bayton John Clewarth Philip Edwards David Lloyd | Csapat időfutam | 2:16:18 (+5:01) | 14.           |

### Pálya-kerékpározás
Sprintverseny
| Versenyző        | Versenyszám  | 1. forduló                                         | 1. forduló | Vigaszág                                        | Vigaszág | 2. forduló                                               | 2. forduló | Vigaszág                                            | Vigaszág | Nyolcaddöntő           | Nyolcaddöntő | Vigaszág selejtező     | Vigaszág selejtező | Vigaszág döntő       | Vigaszág döntő | Negyeddöntő          | Elődöntő             | Döntő                | Helyezés    |
| Versenyző        | Versenyszám  | Ellenfelek Győztes idő                             | Hely.      | Ellenfelek Győztes idő                          | Hely.    | Ellenfelek Győztes idő                                   | Hely.      | Ellenfelek Győztes idő                              | Hely.    | Ellenfelek Győztes idő | Hely.        | Ellenfelek Győztes idő | Hely.              | Ellenfél Győztes idő | Hely.          | Ellenfél Győztes idő | Ellenfél Győztes idő | Ellenfél Győztes idő | Helyezés    |
| ---------------- | ------------ | -------------------------------------------------- | ---------- | ----------------------------------------------- | -------- | -------------------------------------------------------- | ---------- | --------------------------------------------------- | -------- | ---------------------- | ------------ | ---------------------- | ------------------ | -------------------- | -------------- | -------------------- | -------------------- | -------------------- | ----------- |
| Geoffrey Cooke   | Férfi egyéni | Benedykt Kocot (POL) · Manu Snellinx (BEL) · 11,44 | 2.         | Carlos Galeano (COL) · 12,27                    | 1.       | Serhiy Kravtsov (URS) · Jeffrey Spencer (USA) · 11,35    | 2.         | Massimo Marino (ITA) · Carlos Reybaud (ARG) · 11,68 | 3.       | kiesett                | kiesett      | kiesett                | kiesett            | kiesett              | kiesett        | kiesett              | kiesett              | kiesett              | helyezetlen |
| Ernest Crutchlow | Férfi egyéni | Carlos Reybaud (ARG) · Werner Otto (GDR) · 11,50   | 3.         | Jairo Díaz (COL) · Winston Attong (TRI) · 11,41 | 1.       | Hans-Jürgen Geschke (GDR) · Benedykt Kocot (POL) · 11,53 | 3.         | Omar Phakadze (URS) · Neville Hunte (GUY) · 11,56   | 2.       | kiesett                | kiesett      | kiesett                | kiesett            | kiesett              | kiesett        | kiesett              | kiesett              | kiesett              | helyezetlen |

Időfutam
| Versenyző       | Versenyszám  | Idő     | Helyezés |
| --------------- | ------------ | ------- | -------- |
| Michael Bennett | Férfi egyéni | 1:09,45 | 17.      |

Tandem
| Versenyző                 | Versenyszám     | 1. forduló                                            | Vigaszág selejtező                                      | Vigaszág selejtező | Vigaszág döntő                                                                                           | Vigaszág döntő | Negyeddöntő          | Elődöntő             | Döntő                | Helyezés |
| Versenyző                 | Versenyszám     | Ellenfél Győztes idő                                  | Ellenfél Győztes idő                                    | Hely.              | Ellenfelek Győztes idő                                                                                   | Hely.          | Ellenfél Győztes idő | Ellenfél Győztes idő | Ellenfél Győztes idő | Helyezés |
| ------------------------- | --------------- | ----------------------------------------------------- | ------------------------------------------------------- | ------------------ | --- | -------------- | -------------------- | -------------------- | -------------------- | -------- |
| Geoffrey Cooke David Rowe | Férfi kétüléses | NDK (GDR) · Hans-Jürgen Geschke · Werner Otto · 11,66 | Japán (JPN) · Csó Josikazu · Numata Jaicsi · idő nélkül | 1.                 | Belgium (BEL) · Manu Snellinx · Noël Soetaert · Olaszország (ITA) · Giorgio Rossi · Dino Verzini · 11,94 | 3.             | kiesett              | kiesett              | kiesett              | 10.      |

Üldözőversenyek
| Versenyző                                              | Versenyszám  | Selejtező | Selejtező | Negyeddöntő                                                                             | Negyeddöntő | Negyeddöntő | Elődöntő                                                                                     | Elődöntő   | Elődöntő | Döntő | Döntő     | Helyezés |
| Versenyző                                              | Versenyszám  | Idő       | Hely.     | Ellenfél Idő                                                                            | Saját idő   | Hely.       | Ellenfél Idő                                                                                 | Saját idő  | Hely.    | Ellenfél Idő | Saját idő | Helyezés |
| ------------------------------------------------------ | ------------ | --------- | --------- | --------------------------------------------------------------------------------------- | ----------- | ----------- | -------------------------------------------------------------------------------------------- | ---------- | -------- | --- | --------- | -------- |
| Ian Hallam                                             | Férfi egyéni | 4:59,43   | 10.       | kiesett                                                                                 | kiesett     | kiesett     | kiesett                                                                                      | kiesett    | kiesett  | kiesett | kiesett   | 10.      |
| Michael Bennett Ian Hallam Ronald Keeble William Moore | Férfi csapat | 4:28,92   | 5.        | Hollandia (NED) · Ad Dekkers · Gerard Kamper · Herman Ponsteen · Roy Schuiten · 4:26,11 | 4:25,23     | 3.          | NSZK (FRG) · Jürgen Colombo · Günter Haritz · Günther Schumacher · Peter Vonhof · idő nélkül | lekörözték | 4.       | Bronzmérkőzés · Lengyelország (POL) · Paweł Kaczorowski · Janusz Kierzkowski · Bernard Kręczyński · Mieczysław Nowicki · 4:26,06 | 4:23,78   |          |

## Lovaglás
Díjlovaglás
| Versenyző                                                | Ló                             | Versenyszám | Selejtező | Selejtező | Döntő   | Döntő    |
| Versenyző                                                | Ló                             | Versenyszám | Pont      | Hely.     | Pont    | Helyezés |
| -------------------------------------------------------- | ------------------------------ | ----------- | --------- | --------- | ------- | -------- |
| Lorna Johnstone                                          | El Farruco                     | Egyéni      | 1576      | 12.       | 1036    | 12.      |
| Margaret Lawrence                                        | San Fernando                   | Egyéni      | 1242      | 33.       | kiesett | kiesett  |
| Jennie Loriston-Clarke                                   | Kadett                         | Egyéni      | 1450      | 24.       | kiesett | kiesett  |
| Lorna Johnstone Margaret Lawrence Jennie Loriston-Clarke | El Farruco San Fernando Kadett | Csapat      |           |           | 4268    | 10.      |

Díjugratás
| Versenyző                                           | Ló                                  | Versenyszám | 1. forduló | 1. forduló | 2. forduló | 2. forduló | Összesen | Összesen |
| Versenyző                                           | Ló                                  | Versenyszám | Pont       | Hely.      | Pont       | Hely.      | Pont     | Helyezés |
| --------------------------------------------------- | ----------------------------------- | ----------- | ---------- | ---------- | ---------- | ---------- | -------- | -------- |
| David Broome                                        | Manhattan                           | Egyéni      | 8,00       | 13.        | 13,25      | 12.        | 21,25    | 14.      |
| Ann Moore                                           | Psalm                               | Egyéni      | 0,00       | 1.         | 8,00       | 4.         | 8,00     |          |
| Michael Saywell                                     | Hideaway                            | Egyéni      | 8,00       | 13.        | 16,25      | 14.        | 24,25    | 15.      |
| David Broome Ann Moore Michael Saywell Harvey Smith | Manhattan Psalm Hideaway Summertime | Csapat      | 23,00      | 3.         | 28,00      | 4.         | 51,00    | 4.       |

Lovastusa
| Versenyző                                                     | Ló                                                 | Versenyszám | Díjlovaglás | Díjlovaglás | Tereplovaglás | Tereplovaglás | Díjugratás | Díjugratás | Végeredmény | Végeredmény |
| Versenyző                                                     | Ló                                                 | Versenyszám | Bünt.       | Hely.       | Bünt.         | Hely.         | Bünt.      | Hely.      | Bünt.       | Helyezés    |
| ------------------------------------------------------------- | -------------------------------------------------- | ----------- | ----------- | ----------- | ------------- | ------------- | ---------- | ---------- | ----------- | ----------- |
| Mary Gordon-Watson                                            | Cornishman V                                       | Egyéni      | -51,33      | 19.         | 81,60         | 7.            | 0,00       | 1.         | 30,27       | 4.          |
| Richard Meade                                                 | Laurieston                                         | Egyéni      | -50,67      | 17.         | 108,40        | 1.            | 0,00       | 1.         | 57,73       |             |
| Bridget Parker                                                | Cornish Gold                                       | Egyéni      | -59,67      | 35.         | 77,20         | 8.            | 10,00      | 16.        | 7,53        | 10          |
| Mark Phillips                                                 | Great Ovation                                      | Egyéni      | -36,33      | 4.          | -98,00        | 37.           | 0,00       | 1.         | -134,33     | 35.         |
| Mary Gordon-Watson Richard Meade Bridget Parker Mark Phillips | Cornishman V Laurieston Cornish Gold Great Ovation | Csapat      | -138,33     | 4.          | 267,20        | 1.            | 0,00       | 1.         | 95,53       |             |

## Műugrás
Férfi
| Versenyző         | Versenyszám        | Selejtező | Selejtező | Döntő   | Döntő    |
| Versenyző         | Versenyszám        | Pont      | Helyezés  | Pont    | Helyezés |
| ----------------- | ------------------ | --------- | --------- | ------- | -------- |
| John Baker        | Egyéni műugrás     | 321,15    | 23.       | kiesett | kiesett  |
| Christopher Walls | Egyéni műugrás     | 332,07    | 17.       | kiesett | kiesett  |
| Brian Wetheridge  | Egyéni műugrás     | 310,53    | 28.       | kiesett | kiesett  |
| Brian Wetheridge  | Egyéni toronyugrás | 262,59    | 28.       | kiesett | kiesett  |
| Frank Dufficy     | Egyéni toronyugrás | 271,77    | 21.       | kiesett | kiesett  |
| Andrew Gill       | Egyéni toronyugrás | 268,68    | 22.       | kiesett | kiesett  |

Női
| Versenyző        | Versenyszám        | Selejtező | Selejtező | Döntő   | Döntő    |
| Versenyző        | Versenyszám        | Pont      | Helyezés  | Pont    | Helyezés |
| ---------------- | ------------------ | --------- | --------- | ------- | -------- |
| Alison Drake     | Egyéni műugrás     | 262,32    | 12.       | 278,18  | 12.      |
| Helen Koppell    | Egyéni műugrás     | 242,22    | 22.       | kiesett | kiesett  |
| Helen Koppell    | Egyéni toronyugrás | 178,17    | 18.       | kiesett | kiesett  |
| Beverly Williams | Egyéni toronyugrás | 188,58    | 8.        | 301,26  | 12.      |

## Ökölvívás
| Versenyző          | Versenyszám   | Selejtező                   | 32-es főtábla                    | Nyolcaddöntő                              | Negyeddöntő                 | Elődöntő                     | Döntő             | Helyezés |
| Versenyző          | Versenyszám   | Ellenfél Eredmény           | Ellenfél Eredmény                | Ellenfél Eredmény                         | Ellenfél Eredmény           | Ellenfél Eredmény            | Ellenfél Eredmény | Helyezés |
| ------------------ | ------------- | --------------------------- | -------------------------------- | ----------------------------------------- | --------------------------- | ---------------------------- | ----------------- | -------- |
| Ralph Evans        | Papírsúly     |                             | Salvador García (MEX) · 4-1      | Héctor Velásquez (CHI) · 5-0              | Chanyalew Haile (ETH) · 5-0 | Gedó György (HUN) · 0-5      | kiesett           |          |
| Maurice O'Sullivan | Légsúly       | Rabah Khaloufi (FRA) · 3-2  | Leo Rwabwogo (UGA) · RSC         | kiesett                                   | kiesett                     | kiesett                      | kiesett           | 17.      |
| George Turpin      | Harmatsúly    | erőnyerő                    | Pierre Amont N'Diaye (SEN) · 5-0 | Vang Csi-jing (Wang Chee-Yen) (ROC) · 5-0 | John Nderu (KEN) · 4-1      | Orlando Martínez (CUB) · 2-3 | kiesett           |          |
| William Taylor     | Pehelysúly    | Lahcen Maghfour (MAR) · 5-0 | Jochen Bachfeld (GDR) · 0-5      | kiesett                                   | kiesett                     | kiesett                      | kiesett           | 17.      |
| Neville Cole       | Könnyűsúly    | erőnyerő                    | Muniswamy Venu (IND) · RSC       | kiesett                                   | kiesett                     | kiesett                      | kiesett           | 17.      |
| Graham Moughton    | Kisváltósúly  |                             | Malang Balouch (PAK) · 5-0       | Emilio Villa (COL) · 3-2                  | Zvonimir Vujin (YUG) · 0-5  | kiesett                      | kiesett           | 5.       |
| Maurice Hope       | Váltósúly     | erőnyerő                    | Garry Davis (BAH) · 5-0          | Alfonso Fernández (ESP) · visszalépett    | Kajdi János (HUN) · 0-5     | kiesett                      | kiesett           | 5.       |
| Alan Minter        | Nagyváltósúly | erőnyerő                    | Reginald Ford (GUY) · KO         | Valery Tregubov (URS) · 5-0               | Lúszíf Hamáni (ALG) · 4-1   | Dieter Kottysch (FRG) · 2-3  | kiesett           |          |
| William Knight     | Középsúly     |                             | Julius Luipa (ZAM) · 3-2         | Alejandro Montoya (CUB) · RSC             | kiesett                     | kiesett                      | kiesett           | 9.       |

## Öttusa
| Versenyző                                 | Versenyszám | Lovaglás | Lovaglás | Lovaglás | Vívás    | Vívás | Vívás | Lövészet | Lövészet | Lövészet | Úszás  | Úszás | Úszás | Futás   | Futás | Futás | Összesen    | Összesen |
| Versenyző                                 | Versenyszám | Idő      | Pont     | Hely.    | Eredmény | Pont  | Hely. | Pontszám | Pont     | Hely.    | Idő    | Pont  | Hely. | Idő     | Pont  | Hely. | Összes pont | Helyezés |
| ----------------------------------------- | ----------- | -------- | -------- | -------- | -------- | ----- | ----- | -------- | -------- | -------- | ------ | ----- | ----- | ------- | ----- | ----- | ----------- | -------- |
| Jeremy Fox                                | Egyéni      | 2:04,6   | 1100     | 2.       | 42–16    | 1019  | 3.    | 188      | 868      | 22.      | 3:51,2 | 1024  | 32.   | 12:35,0 | 1300  | 1.    | 5311        | 4.       |
| Barry Lillywhite                          | Egyéni      | 2:16,0   | 1070     | 10.      | 32–26    | 829   | 19.   | 175      | 582      | 57.      | 3:47,9 | 1052  | 27.   | 14:17,8 | 994   | 44.   | 4527        | 36.      |
| Robert Phelps                             | Egyéni      | 2:39,6   | 955      | 39.      | 23–35    | 658   | 46.   | 182      | 736      | 41.      | 3:54,0 | 1000  | 41.   | 14:03,5 | 1036  | 37.   | 4385        | 47.      |
| Jeremy Fox Barry Lillywhite Robert Phelps | Csapat      |          | 3125     | 1.       |          | 2540  | 5.    |          | 2186     | 18.      |        | 3076  | 11.   |         | 3330  | 6.    | 14257       | 9.       |

## Sportlövészet
Nyílt
| Versenyző       | Versenyszám                    | Pont | Helyezés |
| --------------- | ------------------------------ | ---- | -------- |
| Anthony Clark   | Gyorstüzelő pisztoly           | 579  | 34.      |
| John Cooke      | Gyorstüzelő pisztoly           | 585  | 19.      |
| Harold Cullum   | Szabadpisztoly                 | 542  | 31.      |
| Frank Wyatt     | Szabadpisztoly                 | 552  | 14.      |
| John Anthony    | Futócéllövészet                | 527  | 24.      |
| John Kynoch     | Futócéllövészet                | 562  |          |
| Philip Lawrence | Sportpuska, fekvő              | 590  | 55.      |
| John Palin      | Sportpuska, fekvő              | 590  | 54.      |
| Bob Churchill   | Sportpuska, összetett          | 1132 | 31.      |
| Malcolm Cooper  | Sportpuska, összetett          | 1141 | 18.      |
| Malcolm Cooper  | Szabadpuska, összetett (300 m) | 1139 | 12.      |
| Brian Bailey    | Trap                           | 185  | 25.      |
| Ronald Carter   | Trap                           | 186  | 21.      |
| Joe Neville     | Skeet                          | 194  | 4.       |
| Colin Sephton   | Skeet                          | 191  | 16.      |

## Súlyemelés
| Versenyző         | Versenyszám | Nyomás   | Nyomás   | Szakítás | Szakítás | Lökés    | Lökés    | Összesen | Helyezés |
| Versenyző         | Versenyszám | Eredmény | Helyezés | Eredmény | Helyezés | Eredmény | Helyezés | Összesen | Helyezés |
| ----------------- | ----------- | -------- | -------- | -------- | -------- | -------- | -------- | -------- | -------- |
| Precious McKenzie | 56 kg       | 115,0    | 8.       | 97,5     | 12.      | 130,0    | 10.      | 342,5    | 9.       |
| George Newton     | 67,5 kg     | 132,5    | 15.      | 117,5    | 14.      | 145,0    | 16.      | 395,0    | 15.      |
| Ieuan Owen        | 67,5 kg     | 122,5    | 18.      | 107,5    | 18.      | 145,0    | 14.      | 375,0    | 18.      |
| Anthony Ford      | 82,5 kg     | 137,5    | 18.      | 125,0    | 14.      | 172,5    | 10.      | 435,0    | 13.      |
| Michael Pearman   | 82,5 kg     | 145,0    | 14.      | 125,0    | 12.      | 165,0    | 14.      | 435,0    | 11.      |
| Peter Arthur      | 90 kg       | 150,0    | 15.      | 130,0    | 15.      | 175,0    | 13.      | 455,0    | 15.      |
| David Hancock     | 110 kg      | 177,5    | 10.      | 142,5    | 14.      | 190,0    | 12.      | 510,0    | 13.      |
| Kenneth Price     | 110 kg      | 167,5    | 18.      | 137,5    | 16.      | 175,0    | 20.      | 480,0    | 18.      |
| Terence Perdue    | +110 kg     | 185,0    | 11.      | 147,5    | 9.       | 180,0    | 11.      | 512,5    | 10.      |

## Torna
Férfi
| Versenyző        | Versenyszám      | Selejtező | Selejtező | Döntő    | Döntő    |
| Versenyző        | Versenyszám      | Pontszám  | Helyezés  | Pontszám | Helyezés |
| ---------------- | ---------------- | --------- | --------- | -------- | -------- |
| Edward Arnold    | Talaj            | 16,95     | 86.       | kiesett  | kiesett  |
| Edward Arnold    | Ugrás            | 17,85     | 76.       | kiesett  | kiesett  |
| Edward Arnold    | Korlát           | 17,00     | 98.       | kiesett  | kiesett  |
| Edward Arnold    | Nyújtó           | 15,25     | 107.      | kiesett  | kiesett  |
| Edward Arnold    | Gyűrű            | 16,50     | 96.       | kiesett  | kiesett  |
| Edward Arnold    | Lólengés         | 13,90     | 107.      | kiesett  | kiesett  |
| Edward Arnold    | Egyéni összetett | 97,45     | 103.      | kiesett  | kiesett  |
| William Norgrave | Talaj            | 15,70     | 107.      | kiesett  | kiesett  |
| William Norgrave | Ugrás            | 17,50     | 91.       | kiesett  | kiesett  |
| William Norgrave | Korlát           | 16,35     | 106.      | kiesett  | kiesett  |
| William Norgrave | Nyújtó           | 15,00     | 109.      | kiesett  | kiesett  |
| William Norgrave | Gyűrű            | 16,75     | 90.       | kiesett  | kiesett  |
| William Norgrave | Lólengés         | 15,60     | 91.       | kiesett  | kiesett  |
| William Norgrave | Egyéni összetett | 96,90     | 107.      | kiesett  | kiesett  |
| Stanley Wild     | Talaj            | 17,00     | 83.       | kiesett  | kiesett  |
| Stanley Wild     | Ugrás            | 17,95     | 64.       | kiesett  | kiesett  |
| Stanley Wild     | Korlát           | 16,80     | 99.       | kiesett  | kiesett  |
| Stanley Wild     | Nyújtó           | 16,10     | 95.       | kiesett  | kiesett  |
| Stanley Wild     | Gyűrű            | 15,85     | 106.      | kiesett  | kiesett  |
| Stanley Wild     | Lólengés         | 16,85     | 73.       | kiesett  | kiesett  |
| Stanley Wild     | Egyéni összetett | 100,55    | 93.       | kiesett  | kiesett  |

Női
| Versenyző                                                                                  | Versenyszám      | Selejtező | Selejtező | Döntő    | Döntő    |
| Versenyző                                                                                  | Versenyszám      | Pontszám  | Helyezés  | Pontszám | Helyezés |
| ------------------------------------------------------------------------------------------ | ---------------- | --------- | --------- | -------- | -------- |
| Barbara Alred                                                                              | Talaj            | 17,00     | 107.      | kiesett  | kiesett  |
| Barbara Alred                                                                              | Ugrás            | 16,50     | 112.      | kiesett  | kiesett  |
| Barbara Alred                                                                              | Felemás korlát   | 16,35     | 100.      | kiesett  | kiesett  |
| Barbara Alred                                                                              | Gerenda          | 16,80     | 75.       | kiesett  | kiesett  |
| Barbara Alred                                                                              | Egyéni összetett | 66,65     | 107.      | kiesett  | kiesett  |
| Pamela Hopkins                                                                             | Talaj            | 16,95     | 109.      | kiesett  | kiesett  |
| Pamela Hopkins                                                                             | Ugrás            | 16,10     | 115.      | kiesett  | kiesett  |
| Pamela Hopkins                                                                             | Felemás korlát   | 16,05     | 109.      | kiesett  | kiesett  |
| Pamela Hopkins                                                                             | Gerenda          | 15,80     | 110.      | kiesett  | kiesett  |
| Pamela Hopkins                                                                             | Egyéni összetett | 64,90     | 114.      | kiesett  | kiesett  |
| Pamela Hutchinson                                                                          | Talaj            | 16,80     | 113.      | kiesett  | kiesett  |
| Pamela Hutchinson                                                                          | Ugrás            | 16,70     | 109.      | kiesett  | kiesett  |
| Pamela Hutchinson                                                                          | Felemás korlát   | 16,65     | 95.       | kiesett  | kiesett  |
| Pamela Hutchinson                                                                          | Gerenda          | 16,95     | 67.       | kiesett  | kiesett  |
| Pamela Hutchinson                                                                          | Egyéni összetett | 67,10     | 99.*      | kiesett  | kiesett  |
| Avril Lennox                                                                               | Talaj            | 17,05     | 104.      | kiesett  | kiesett  |
| Avril Lennox                                                                               | Ugrás            | 16,75     | 108.      | kiesett  | kiesett  |
| Avril Lennox                                                                               | Felemás korlát   | 16,30     | 103.      | kiesett  | kiesett  |
| Avril Lennox                                                                               | Gerenda          | 15,55     | 112.      | kiesett  | kiesett  |
| Avril Lennox                                                                               | Egyéni összetett | 65,65     | 111.      | kiesett  | kiesett  |
| Yvonne Mugridge                                                                            | Talaj            | 17,40     | 82.       | kiesett  | kiesett  |
| Yvonne Mugridge                                                                            | Ugrás            | 14,60     | 117.      | kiesett  | kiesett  |
| Yvonne Mugridge                                                                            | Felemás korlát   | 16,30     | 103.      | kiesett  | kiesett  |
| Yvonne Mugridge                                                                            | Gerenda          | 16,30     | 98.       | kiesett  | kiesett  |
| Yvonne Mugridge                                                                            | Egyéni összetett | 64,60     | 116.*     | kiesett  | kiesett  |
| Elaine Willett                                                                             | Talaj            | 16,30     | 117.      | kiesett  | kiesett  |
| Elaine Willett                                                                             | Ugrás            | 16,80     | 107.      | kiesett  | kiesett  |
| Elaine Willett                                                                             | Felemás korlát   | 17,40     | 71.       | kiesett  | kiesett  |
| Elaine Willett                                                                             | Gerenda          | 16,55     | 93.       | kiesett  | kiesett  |
| Elaine Willett                                                                             | Egyéni összetett | 67,05     | 101.      | kiesett  | kiesett  |
| Barbara Alred Pamela Hopkins Pamela Hutchinson Avril Lennox Yvonne Mugridge Elaine Willett | Csapat összetett |           |           | 333,95   | 18.      |

* - egy másik versenyzővel azonos eredményt ért el

## Úszás
Férfi
| Versenyző                                                 | Versenyszám            | Előfutam | Előfutam | Előfutam | Elődöntő | Elődöntő | Elődöntő | Döntő   | Döntő    |
| Versenyző                                                 | Versenyszám            | Idő      | Hely.    | Össz.    | Idő      | Hely.    | Össz.    | Idő     | Helyezés |
| --------------------------------------------------------- | ---------------------- | -------- | -------- | -------- | -------- | -------- | -------- | ------- | -------- |
| Malcolm Windeatt                                          | 100 m gyors            | 54,70    | 4.       | 25.      | kiesett  | kiesett  | kiesett  | kiesett | kiesett  |
| Brian Brinkley                                            | 100 m gyors            | 55,06    | 5.       | 30.      | kiesett  | kiesett  | kiesett  | kiesett | kiesett  |
| Brian Brinkley                                            | 200 m gyors            | 1:56,99  | 2.       | 10.      |          |          |          | kiesett | kiesett  |
| Brian Brinkley                                            | 400 m gyors            | 4:06,44  | 2.       | 6.       |          |          |          | 4:06,69 | 5.       |
| Brian Brinkley                                            | 1500 m gyors           | 16:54,39 | 3.       | 15.      |          |          |          | kiesett | kiesett  |
| Brian Brinkley                                            | 200 m pillangó         | 2:06,82  | 4.       | 11.      |          |          |          | kiesett | kiesett  |
| Sean Maher                                                | 200 m pillangó         | 2:09,39  | 4.       | 16.      |          |          |          | kiesett | kiesett  |
| Sean Maher                                                | 100 m pillangó         | 59,50    | 6.       | 23.      | kiesett  | kiesett  | kiesett  | kiesett | kiesett  |
| Martin Edwards                                            | 100 m pillangó         | 1:01,29  | 7.       | 33.      | kiesett  | kiesett  | kiesett  | kiesett | kiesett  |
| John Mills                                                | 100 m pillangó         | 58,28    | 3.       | 15.      | 58,13    | 7.       | 13.      | kiesett | kiesett  |
| John Mills                                                | 200 m pillangó         | 2:06,58  | 3.       | 9.       |          |          |          | kiesett | kiesett  |
| John Mills                                                | 200 m gyors            | 2:00,17  | 3.       | 23.      |          |          |          | kiesett | kiesett  |
| Michael Bailey                                            | 200 m gyors            | 2:00,79  | 4.       | 29.      |          |          |          | kiesett | kiesett  |
| Neil Dexter                                               | 400 m gyors            | 4:24,80  | 6.       | 39.      |          |          |          | kiesett | kiesett  |
| Neil Dexter                                               | 1500 m gyors           | 17:42,83 | 7.       | 37.      |          |          |          | kiesett | kiesett  |
| Jim Carter                                                | 1500 m gyors           | 17:16,01 | 4.       | 22.      |          |          |          | kiesett | kiesett  |
| Mike Richards                                             | 100 m hát              | 1:01,03  | 4.       | 14.      | 1:01,27  | 8.       | 15.      | kiesett | kiesett  |
| Clive Rushton                                             | 100 m hát              | 1:01,07  | 4.       | 15.      | 1:01,25  | 7.       | 14.      | kiesett | kiesett  |
| Colin Cunningham                                          | 100 m hát              | 1:01,28  | 4.       | 20.      | kiesett  | kiesett  | kiesett  | kiesett | kiesett  |
| Colin Cunningham                                          | 200 m hát              | 2:11,06  | 2.       | 10.      |          |          |          | kiesett | kiesett  |
| Paul Naisby                                               | 100 m mell             | 1:11,05  | 7.       | 35.      | kiesett  | kiesett  | kiesett  | kiesett | kiesett  |
| Malcolm O'Connell                                         | 100 m mell             | 1:09,33  | 3.       | 22.      | kiesett  | kiesett  | kiesett  | kiesett | kiesett  |
| Malcolm O'Connell                                         | 200 m mell             | 2:31,21  | 4.       | 20.      |          |          |          | kiesett | kiesett  |
| Nigel Johnson                                             | 200 m mell             | 2:34,37  | 6.       | 29.      |          |          |          | kiesett | kiesett  |
| David Wilkie                                              | 200 m mell             | 2:24,54  | 1.       | 2.       |          |          |          | 2:23,67 |          |
| David Wilkie                                              | 100 m mell             | 1:06,35  | 1.       | 5.       | 1:06,25  | 5.       | 8.       | 1:06,52 | 8.       |
| David Wilkie                                              | 200 m vegyes           | 2:13,25  | 3.       | 12.      |          |          |          | kiesett | kiesett  |
| Barry Prime                                               | 200 m vegyes           | kizárták | kizárták | kizárták |          |          |          | kiesett | kiesett  |
| Barry Prime                                               | 400 m vegyes           | 4:57,77  | 5.       | 27.      |          |          |          | kiesett | kiesett  |
| Brian Brinkley John Mills Michael Bailey Colin Cunningham | 4 × 200 m gyorsváltó   | 7:58,33  | 3.       | 8.       |          |          |          | 7:55,59 | 8.       |
| Colin Cunningham David Wilkie John Mills Malcolm Windeatt | 4 × 100 m vegyes váltó | 3:58,97  | 2.       | 6.       |          |          |          | 3:58,82 | 7.       |

Női
| Versenyző                                                      | Versenyszám            | Előfutam | Előfutam | Előfutam | Elődöntő | Elődöntő | Elődöntő | Döntő   | Döntő    |
| Versenyző                                                      | Versenyszám            | Idő      | Hely.    | Össz.    | Idő      | Hely.    | Össz.    | Idő     | Helyezés |
| -------------------------------------------------------------- | ---------------------- | -------- | -------- | -------- | -------- | -------- | -------- | ------- | -------- |
| Diane Walker                                                   | 400 m vegyes           | 5:28,82  | 6.       | 31.      |          |          |          | kiesett | kiesett  |
| Diane Walker                                                   | 100 m gyors            | 1:04,44  | 7.       | 43.      | kiesett  | kiesett  | kiesett  | kiesett | kiesett  |
| Lesley Allardice                                               | 100 m gyors            | 1:02,07  | 5.       | 26.*     | kiesett  | kiesett  | kiesett  | kiesett | kiesett  |
| Lesley Allardice                                               | 200 m gyors            | 2:13,43  | 5.       | 17.      |          |          |          | kiesett | kiesett  |
| Susan Edmondson                                                | 200 m gyors            | 2:13,54  | 5.       | 19.      |          |          |          | kiesett | kiesett  |
| Susan Edmondson                                                | 100 m gyors            | 1:02,29  | 5.       | 30.      | kiesett  | kiesett  | kiesett  | kiesett | kiesett  |
| Susan Edmondson                                                | 400 m gyors            | 4:39,10  | 5.       | 15.      |          |          |          | kiesett | kiesett  |
| June Green                                                     | 400 m gyors            | 4:45,81  | 6.       | 21.      |          |          |          | kiesett | kiesett  |
| June Green                                                     | 800 m gyors            | 9:39,91  | 4.       | 20.      |          |          |          | kiesett | kiesett  |
| Susan Jones                                                    | 800 m gyors            | 9:47,35  | 6.       | 24.      |          |          |          | kiesett | kiesett  |
| Avis Willington                                                | 800 m gyors            | 10:10,91 | 7.       | 35.      |          |          |          | kiesett | kiesett  |
| Avis Willington                                                | 200 m vegyes           | 2:32,64  | 5.       | 28.      |          |          |          | kiesett | kiesett  |
| Shelagh Ratcliffe                                              | 200 m vegyes           | 2:31,04  | 4.       | 20.      |          |          |          | kiesett | kiesett  |
| Shelagh Ratcliffe                                              | 400 m vegyes           | 5:24,27  | 6.       | 25.      |          |          |          | kiesett | kiesett  |
| Susan Richardson                                               | 400 m vegyes           | 5:19,53  | 5.       | 15.      |          |          |          | kiesett | kiesett  |
| Susan Richardson                                               | 200 m vegyes           | 2:31,24  | 4.       | 23.      |          |          |          | kiesett | kiesett  |
| Diana Sutherland                                               | 200 m gyors            | 2:16,00  | 5.       | 24.      |          |          |          | kiesett | kiesett  |
| Diana Sutherland                                               | 400 m gyors            | 4:47,66  | 7.       | 25.      |          |          |          | kiesett | kiesett  |
| Diana Sutherland                                               | 100 m hát              | 1:12,12  | 8.       | 32.      | kiesett  | kiesett  | kiesett  | kiesett | kiesett  |
| Diana Sutherland                                               | 200 m hát              | 2:37,61  | 8.       | 34.      |          |          |          | kiesett | kiesett  |
| Pamela Bairstow                                                | 200 m hát              | 2:29,28  | 6.       | 24.      |          |          |          | kiesett | kiesett  |
| Diana Ashton                                                   | 200 m hát              | 2:29,95  | 6.       | 27.      |          |          |          | kiesett | kiesett  |
| Diana Ashton                                                   | 100 m hát              | 1:10,90  | 6.       | 30.      | kiesett  | kiesett  | kiesett  | kiesett | kiesett  |
| Jacqueline Brown                                               | 100 m hát              | 1:10,43  | 6.       | 27.      | kiesett  | kiesett  | kiesett  | kiesett | kiesett  |
| Diana Harris                                                   | 100 m mell             | 1:19,19  | 6.       | 27.      | kiesett  | kiesett  | kiesett  | kiesett | kiesett  |
| Dorothy Harrison                                               | 100 m mell             | 1:16,99  | 1.       | 4.       | 1:16,53  | 3.       | 6.       | 1:17,49 | 8.       |
| Christine Jarvis                                               | 100 m mell             | 1:18,27  | 2.       | 14.      | 1:17,58  | 7.       | 13.      | kiesett | kiesett  |
| Christine Jarvis                                               | 200 m mell             | 2:49,24  | 4.       | 20.      |          |          |          | kiesett | kiesett  |
| Pat Beavan                                                     | 200 m mell             | 2:47,42  | 3.       | 14.      |          |          |          | kiesett | kiesett  |
| Amanda Radnage                                                 | 200 m mell             | 2:51,85  | 4.       | 26.      |          |          |          | kiesett | kiesett  |
| Jean Jeavons                                                   | 100 m pillangó         | 1:07,64  | 5.       | 18.      | kiesett  | kiesett  | kiesett  | kiesett | kiesett  |
| Jean Jeavons                                                   | 200 m pillangó         | 2:27,59  | 2.       | 12.      |          |          |          | kiesett | kiesett  |
| Moira Brown                                                    | 200 m pillangó         | 2:30,08  | 6.       | 18.      |          |          |          | kiesett | kiesett  |
| Diana Sutherland Judith Sirs Susan Edmondson Lesley Allardice  | 4 × 100 m gyorsváltó   | 4:09,51  | 6.       | 12.      |          |          |          | kiesett | kiesett  |
| Pamela Bairstow Dorothy Harrison Jean Jeavons Lesley Allardice | 4 × 100 m vegyes váltó | 4:34,61  | 5.       | 10.      |          |          |          | kiesett | kiesett  |

## Vitorlázás
Nyílt
| Versenyző                                   | Versenyszám     | Futam  | Futam  | Futam  | Futam | Futam  | Futam | Futam  | Pontszám | Helyezés |
| Versenyző                                   | Versenyszám     | 1      | 2      | 3      | 4     | 5      | 6     | 7      | Pontszám | Helyezés |
| ------------------------------------------- | --------------- | ------ | ------ | ------ | ----- | ------ | ----- | ------ | -------- | -------- |
| Patrick Pym                                 | Finn dingi      | 25,0   | 17,0   | 23,0   | 11,7  | (45,0) | 41,0  | 16,0   | 133,7    | 18.      |
| Stuart Jardine John Wastall                 | Csillaghajó     | 0,0    | (19,0) | 8,0    | 11,7  | 17,0   | 16,0  | 16,0   | 68,7     | 7.       |
| David Hunt Alan Warren                      | Tempest         | 8,0    | 0,0    | 3,0    | 0,0   | 11,7   | 11,7  | (14,0) | 34,4     |          |
| Christopher Davies Rodney Pattisson         | Repülő hollandi | 0,0    | 17,0   | 0,0    | 5,7   | 0,0    | 0,0   | (35,0) | 22,7     |          |
| Alistair Currey Ian Hannay Simon Tait       | Sárkányhajó     | 11,7   | 3,0    | (25,0) | 23,0  | 20,0   | 21,0  |        | 78,7     | 12.      |
| Barry Dunning Charles Reynolds John Oakeley | Soling          | (26,0) | 17,0   | 15,0   | 0,0   | 5,7    | 17,0  |        | 54,7     | 5.       |

## Vívás
Férfi
| Versenyző                                                               | Versenyszám       | Selejtező | Selejtező | Selejtező | Selejtező | Negyeddöntő | Negyeddöntő | Elődöntő          | Elődöntő | Döntő             | Döntő   | Helyezés    |
| Versenyző                                                               | Versenyszám       | 1. kör | 1. kör    | 2. kör | 2. kör    | Negyeddöntő | Negyeddöntő | Elődöntő          | Elődöntő | Döntő             | Döntő   | Helyezés    |
| Versenyző                                                               | Versenyszám       | Ellenfél Eredmény | Hely.     | Ellenfél Eredmény | Hely.     | Ellenfél Eredmény | Hely.       | Ellenfél Eredmény | Hely.    | Ellenfél Eredmény | Hely.   | Helyezés    |
| ----------------------------------------------------------------------- | ----------------- | --- | --------- | --- | --------- | --- | ----------- | ----------------- | -------- | ----------------- | ------- | ----------- |
| Michael Breckin                                                         | Tőr, egyéni       | 7. csoport · Daniel Revenu (FRA) · 0-5 · Joseph Freeman (USA) · 2-5 · Anatolij Kotyesev (URS) · 1-5 · Vicente Calderón (MEX) · 5-4 · Bülent Erdem (TUR) · 5-4 · Lester Wong (CAN) · 5-0 | 4.        | 5. csoport · Szabó Sándor (HUN) · 3-5 · Eduardo Jhons (CUB) · 2-5 · Szerizava Icsiró (JPN) · 1-5 · Friedrich Wessel (FRG) · 5-3 · Greg Benko (AUS) · 5-3                | 5.        | kiesett | kiesett     | kiesett           | kiesett  | kiesett           | kiesett | helyezetlen |
| Barry Paul                                                              | Tőr, egyéni       | 6. csoport · Lech Koziejowski (POL) · 2-5 · Szabó Sándor (HUN) · 4-5 · Fernando Lúpiz (ARG) · 5-4 · Fawzi Merhi (LIB) · 5-1 · Robert Elliott (HKG) · 5-0 · Ernest Simon (AUS) · 4-5     | 3.        | 1. csoport · Daniel Revenu (FRA) · 3-5 · Witold Woyda (POL) · 1-5 · František Koukal (TCH) · 2-5 · Dan Alon (ISR) · 5-4 · Omar Vergara (ARG) · 5-2                      | 4.        | 1. csoport · Daniel Revenu (FRA) · 1-5 · Marek Dąbrowski (POL) · 1-5 · Eduardo Jhons (CUB) · 3-5 · Klaus Reichert (FRG) · 0-5 · Mihai Ţiu (ROU) · 5-4            | 6.          | kiesett           | kiesett  | kiesett           | kiesett | helyezetlen |
| Graham Paul                                                             | Tőr, egyéni       | 2. csoport · Vlagyimir Gyenyiszov (URS) · 5-3 · Marek Dąbrowski (POL) · 5-1 · Stefano Simoncelli (ITA) · 5-1 · John Nonna (USA) · 5-3 · Yehuda Weisenstein (ISR) · 3-5                  | 1.        | 2. csoport · Lech Koziejowski (POL) · 3-5 · Vlagyimir Gyenyiszov (URS) · 1-5 · Haukler István (ROU) · 5-2 · Jesús Gil (CUB) · 5-1 · Ernest Simon (AUS) · 5-2            | 3.        | 2. csoport · Lech Koziejowski (POL) · 2-5 · Kamuti Jenő (HUN) · 1-5 · Bernard Talvard (FRA) · 2-5 · Anatolij Kotyesev (URS) · 1-5 · Szerizava Icsiró (JPN) · 3-5 | 6.          | kiesett           | kiesett  | kiesett           | kiesett | helyezetlen |
| Edward Bourne                                                           | Párbajtőr, egyéni | 6. csoport · Morten von Krogh (NOR) · 5-5 · Roland Losert (AUT) · 5-2 · Guillermo Saucedo (ARG) · 5-1 · Alexandru Istrate (ROU) · 2-5 · Ali Sleiman (LIB) · 3-5                         | 3.        | 5. csoport · Igor Valetov (URS) · 3-5 · Bernd Uhlig (GDR) · 3-5 · Rudolf Trost (AUT) · 3-5 · Gerry Wiedel (CAN) · 5-0 · Daniel Feraud (ARG) · 5-2                       | 4.        | kiesett | kiesett     | kiesett           | kiesett  | kiesett           | kiesett | helyezetlen |
| Ralph Johnson                                                           | Párbajtőr, egyéni | 12. csoport · Hans-Peter Schulze (GDR) · 3-5 · Fenyvesi Csaba (HUN) · 1-5 · Jorge Castillejos (MEX) · 5-4 · Carl von Essen (SWE) · 5-3 · Pirouz Adamiyat (IRI) · 5-4                    | 3.        | 2. csoport · Risto Hurme (FIN) · 0-5 · Fenyvesi Csaba (HUN) · 3-5 · Szergej Paramonov (URS) · 4-5 · Omar Vergara (ARG) · 4-5 · Costică Bărăgan (ROU) · 2-5              | 6.        | kiesett | kiesett     | kiesett           | kiesett  | kiesett           | kiesett | helyezetlen |
| Graham Paul                                                             | Párbajtőr, egyéni | 9. csoport · Panajótisz Durákosz (GRE) · 5-4 · Jean-Charles Seneca (MON) · 5-4 · Alain Anen (LUX) · 5-3 · Henryk Nielaba (POL) · 4-5 · James Melcher (USA) · 4-5                        | 1.        | 7. csoport · Jacques Brodin (FRA) · 2-5 · Hans-Jürgen Hehn (FRG) · 2-5 · Pongrácz Antal (ROU) · 2-5 · Jean-Charles Seneca (MON) · 5-5 · Claudio Francesconi (ITA) · 5-3 | 6.        | kiesett | kiesett     | kiesett           | kiesett  | kiesett           | kiesett | helyezetlen |
| Richard Cohen                                                           | Kard, egyéni      | 5. csoport · Kovács Tamás (HUN) · 0-5 · Constantin Nicolae (ROU) · 1-5 · Paul Wischeidt (FRG) · 3-5 · Roberto Alva (MEX) · 4-5 · Fernando Lúpiz (ARG) · 1-5                             | 6.        | kiesett | kiesett   | kiesett | kiesett     | kiesett           | kiesett  | kiesett           | kiesett | helyezetlen |
| John Deanfield                                                          | Kard, egyéni      | 3. csoport · Viktor Szigyak (URS) · 2-5 · Knut Höhne (FRG) · 5-4 · Vicente Calderón (MEX) · 5-4 · Fawzi Merhi (LIB) · 5-3 · Paul Apostol (USA) · 1-5                                    | 3.        | 6. csoport · Régis Bonnissent (FRA) · 2-5 · Boris Stavrev (BUL) · 2-5 · Marót Péter (HUN) · 5-2 · Józef Nowara (POL) · 5-2 · Constantin Nicolae (ROU) · 1-5             | 5.        | kiesett | kiesett     | kiesett           | kiesett  | kiesett           | kiesett | helyezetlen |
| Richard Oldcorn                                                         | Kard, egyéni      | 4. csoport · Dan Irimiciuc (ROU) · 1-5 · Stoyko Lipchev (BUL) · 4-5 · Walter Convents (FRG) · 1-5 · Guillermo Saucedo (ARG) · 5-3 · Yves Daniel Darricau (LIB) · 5-1                    | 4.        | 3. csoport · Jerzy Pawłowski (POL) · 1-5 · Michele Maffei (ITA) · 1-5 · Paul Wischeidt (FRG) · 1-5 · Alex Orban (USA) · 5-2 · Fritz Prause (AUT) · 5-4                  | 5.        | kiesett | kiesett     | kiesett           | kiesett  | kiesett           | kiesett | helyezetlen |
| Michael Breckin Barry Paul Graham Paul Anthony Power Ian Single         | Tőr, csapat       | 2. csoport · Kuba (CUB) · 5-11 · Franciaország (FRA) · 6-10 | 3.        | |           | kiesett | kiesett     | kiesett           | kiesett  | kiesett           | kiesett | helyezetlen |
| Edward Bourne Bill Hoskyns Edward Hudson Ralph Johnson Graham Paul      | Párbajtőr, csapat | 1. csoport · Norvégia (NOR) · 7-9 · Franciaország (FRA) · 6-10 | 3.        | kiesett | kiesett   | kiesett | kiesett     | kiesett           | kiesett  | kiesett           | kiesett | helyezetlen |
| David Acfield Richard Cohen Rodney Craig John Deanfield Richard Oldcorn | Kard, csapat      | 3. csoport · Szovjetunió (URS) · 6-10 · Olaszország (ITA) · 3-13 | 3.        | |           | kiesett | kiesett     | kiesett           | kiesett  | kiesett           | kiesett | helyezetlen |

Női
| Versenyző                                                                                          | Versenyszám | Selejtező | Selejtező | Negyeddöntő | Negyeddöntő | Elődöntő          | Elődöntő | Döntő             | Döntő   | Helyezés    |
| Versenyző                                                                                          | Versenyszám | Ellenfél Eredmény | Hely.     | Ellenfél Eredmény | Hely.       | Ellenfél Eredmény | Hely.    | Ellenfél Eredmény | Hely.   | Helyezés    |
| -------------------------------------------------------------------------------------------------- | ----------- | --- | --------- | --- | ----------- | ----------------- | -------- | ----------------- | ------- | ----------- |
| Susan Green                                                                                        | Tőr, egyéni | 2. csoport · Irmela Broniecki (FRG) · 4-2 · Rejtő Ildikó (HUN) · 4-2 · María Esther García (CUB) · 4-3 · Szabó Orbán Olga (ROU) · 2-4                               | 2.        | 4. csoport · Cathérine Rousselet-Ceretti (FRA) · 0-4 · Claudine le Comte (BEL) · 2-4 · Maria Consolata Collino (ITA) · 2-4 · Elżbieta Franke-Cymerman (POL) · 3-4 · Ruth White (USA) · 1-4 | 6.          | kiesett           | kiesett  | kiesett           | kiesett | helyezetlen |
| Clare Henley-Halsted                                                                               | Tőr, egyéni | 7. csoport · Halina Balon (POL) · 3-4 · Brigitte Oertel (FRG) · 0-4 · Fabienne Regamey (SUI) · 3-4 · Antonella Ragno-Lonzi (ITA) · 4-1 · Ann O'Donnell (USA) · 4-2  | 5.        | kiesett | kiesett     | kiesett           | kiesett  | kiesett           | kiesett | helyezetlen |
| Janet Wardell-Yerburgh                                                                             | Tőr, egyéni | 6. csoport · Kerstin Palm (SWE) · 1-4 · Elżbieta Franke-Cymerman (POL) · 2-4 · Ruth White (USA) · 2-4 · Christine McDougall (AUS) · 4-3 · Özden Ezinler (TUR) · 4-2 | 5.        | kiesett | kiesett     | kiesett           | kiesett  | kiesett           | kiesett | helyezetlen |
| Susan Green Clare Henley-Halsted Sally Anne Littlejohns Janet Wardell-Yerburgh Susan Wrigglesworth | Tőr, csapat | 1. csoport · Románia (ROU) · 7-9 · Franciaország (FRA) · 6-10 | 3.        | kiesett | kiesett     | kiesett           | kiesett  | kiesett           | kiesett | helyezetlen |